# Damianus (patriark)
Damianus, patriark i Alexandria  (569–605), var en ivrig anhängare av monofysitismen och ansåg, i likhet med sin föregångare Sabellius, att de tre gudomspersonerna inte är någonting annat än egenskaper hos det opersonligt fattade gudomsväsendet.
Hans anhängare kallades damianiter.